# Artpop
Artpop (стилизованное написание — ARTPOP) — третий студийный альбом американской певицы Леди Гаги, изданный лейблом Interscope Records. Был выпущен 8 ноября 2013 года в Германии, 11 ноября состоялся мировой релиз. Предзаказ альбома начался в iTunes и Amazon 12 августа в США, Канаде, Мексике и др. 13 августа стал доступен предзаказ альбома во всем мире. Artpop стал одним из нескольких альбомов, выпущенных в качестве мобильного приложения для iOS и Android. Альбом стал возвращением певицы на сцену после выхода Born This Way в 2011 году.
Artpop получил смешанные отзывы от музыкальных критиков. Выпуску альбома предшествовала двухдневная вечеринка ArtRave. Альбом дебютировал на первой строчке Billboard 200 с недельными продажами в 258 тысяч экземпляров. Также Artpop возглавил национальные чарты Австрии, Великобритании, Мексики, России и Японии. Artpop стал девятым самым продаваемым альбомом 2013 года с общим объёмом мировых продаж 2,3 миллиона копий. Альбом был включён в некоторые списки лучших альбомов года.
Для работы над альбомом были приглашены такие продюсеры как DJ White Shadow (уже работавший с Гагой), Zedd, Madeon, Will.I.Am, Давид Гетта, Мартин Брессо, Giorgio Tuinfort, Дино Зизис, Ник Монсон, RedOne, William Grigahcine и Амит Дувдевани из дуэта Infected Mushroom. Также Гага пригласила для записи треков R&B певца Ар Келли, использовались записи джазового пианиста Sun Ra, рэперы T.I., Too Short и Twista.
Главным синглом была выбрана песня «Applause», релиз которой состоялся 12 августа 2013 года. Композиция достигла четвёртого места в чарте Billboard Hot 100. Вторым синглом стал трек «Do What U Want», выпущенный 21 октября 2013 года. За 2013 год было продано 2,3 миллиона копий альбома по всему миру.

## Создание
В сентябре 2011 года Леди Гага в интервью для Раяна Сикреста поделилась информацией, что она начала создавать новые песни для следующего альбома, после выхода Born This Way. "Прошло не больше недели — сказал DJ White Shadow — она дала мне пощёчину, сказав: «Новый альбом будет „Artpop“, всё поехали, хотя я пытался отдохнуть на диване, посмотреть „Судью Джуди“, расслабиться». Вскоре после заявления Гаги музыкальный продюсер DJ White Shadow подтвердил своё участие в работе над третьим альбомом певицы. Также Фернандо Гарибей, который ранее сотрудничал с певицей, подтвердил своё участие в создании новой пластинки, добавив, что надеется превзойти их предыдущие работы. Гага вела активную работу над альбомом во время её третьего турне The Born This Way Ball Tour. Гарибей и White Shadow послали Гаге материал, который мог бы использоваться в альбоме. В одном из интервью Фернандо Гарибей рассказал о новом материале для будущей пластинки:
«Я отправляю Гаге такую сумасшедшую музыку, что не известно какую реакцию она вызовет у людей. Но я точно знаю, что понравится самой Гаге, а что будет удалено».
Когда стартовал The Born This Way Ball Tour, некоторые из продюсеров Леди Гаги отправились вместе с ней для создания нового альбома. В интервью для MTV Фернандо Гэрибей отметил, что Гаге нравится создавать новую музыку, путешествуя по всему миру. В мае 2012 года менеджер Гаги Винсент Герберт намекнул, что альбом почти завершён, рассказав, что слышал новый материал, который он охарактеризовал как «сумасшедший». В том же месяце в социальной сети Twitter Леди Гага оставила объявление, в котором говорилось, что в сентябре 2012 года станет известно название нового альбома. Однако Гага объявила название на месяц раньше, в августе 2012 года. После отмены международного турне певицы запись альбома проводилась в различных студиях звукозаписи Лос-Анджелеса. В мае 2013 года Гага опубликовала совместную фотографию с продюсером Далласом Остином в студии, которая подтверждала его участие в работе над альбомом. В начале июля 2013 года Interscope Records разослал сообщение различным музыкальным изданиям, намекающие о выходе первого сингла из альбома в июле-августе. В июле было анонсировано, что лид-сингл будет носить название «Applause» и будет выпущен в один день с видео к песне, 19 августа 2013 года. Но из-за того, что 10 августа в сеть просочились два отрывка песни, премьера сингла была перенесена на 12 августа. Музыкальное видео на «Applause» было выпущено и показано всем, 19 августа, на телешоу Good Morning America.

## Концепция
Создание альбома началось в декабре 2011 года. Во время концерта в Австралии певица исполнила композицию с суицидальной тематикой «Princess Die». На том же концерте Гага рассказала, что альбом покажет отсутствие зрелости и «голые чувства». Также она поделилась, что следующая работа будет отличаться от её предыдущей пластинки Born This Way. В ноябре 2012 года Lady Gaga, в социальной сети Twitter, оставила сообщение, в котором указала, что написала более пятидесяти песен для альбома. По словам продюсера Zedd, ему пришлось понимать Леди Гагу с десяти слов, чтобы показать все эмоции в музыке. Также в некоторых интервью исполнительница рассказала, что чувствовала себя как «феникс, возрождающийся из пепла».

## Критический приём
| Совокупная оценка    | Совокупная оценка |
| Источник             | Оценка            |
| -------------------- | ----------------- |
| Metacritic           | 61/100            |
| Оценки критиков      |                   |
| Источник             | Оценка            |
| Billboard            | 84/100            |
| AllMusic             | [ 33 ]            |
| The A.V. Club        | C–                |
| Entertainment Weekly | B                 |
| The Guardian         | [ 36 ]            |
| The Independent      | [ 37 ]            |
| Los Angeles Times    | [ 38 ]            |
| NME                  | 6/10              |
| Rolling Stone        | [ 40 ]            |
| Rolling Stone        | [ 40 ]            |
| Spin                 | 6/10              |

Artpop получил смешанные отзывы от музыкальных критиков. Альбом получил совокупную оценку 61/100 от Metacritic на основе 30 профессиональных рецензий Адам Марковиц из Entertainment Weekly назвал некоторые композиции «приятными, но видоизменёнными». Марковиц оценил исполнение альбома и «мелодические линии» композиций, однако отметил, что Artpop не в состоянии произвести общее впечатление на слушателя. Сэл Синквимани из Slant Magazine опубликовал благоприятный отзыв, похвалив общее звучание и структуру альбома.
Роберт Копси из Digital Spy посчитал, что некоторые композиции звучат как «полуфабрикаты», хотя пришёл к выводу, что альбом все же хороший, нежели плохой. Хелен Браун из The Daily Telegraph раскритиковала выбор Гаги создать очередной альбом, «тематически собранный вокруг её славы». Журналист отметила, что Гага пытается сочетать различные жанры музыки, но «не создаёт ничего оригинального, хотя получает от этого удовольствие». Алекс Петридис из The Guardian назвал Artpop неплохим поп-альбомом, однако выразил сомнение относительно «концепции искусства». Энди Гилл из The Independent оставил смешанный отзыв, пояснив, что «трудно не почувствовать разочарование от Artpop». Кэрин Ганз из Rolling Stone назвала его «странным альбомом на сокрушительной дискотеке» и «сексуальным, но не сексуально насыщенным».
Некоторые обозреватели посчитали, что более неоднозначная реакция критиков (по сравнению с её предыдущими работами) была несправедливой и вытекает из субъективного отношения к самой Гаге, а не из-за содержания её последнего альбома. Ник Месситт из Forbes посчитал, что Artpop создаёт долгожданный отход от стандартных куплет-припев-структур, и, в конечном счёте, это «смелый» альбом. Эд Поттон из The Times согласился, что третий студийный альбом Леди Гага можно услышать под звуки точения ножей. Поттон отметил, что Artpop превосходит по своему качеству предыдущий альбом исполнительницы.Роберт Кристгау из Barnes & Noble сделал заявление, что «критическая реакция была необоснованной и невежественной», назвав Artpop самым недооцененным альбомом 2013 года.

## Коммерческий приём
Artpop дебютировал на первой строчке Billboard 200 с недельными продажами 258 тыс. копий, став вторым альбомом Гаги, который смог возглавить чарт. Изначально аналитики прогнозировали, что Гага продаст свыше 350 тыс. копий в первую неделю. На второй неделе альбом упал на восьмую строчку в Billboard 200 с продажами 46 тыс. копий. Таким образом, Гага стала единственным исполнителем с двумя альбомами, продажи которых резко сократились на последующей неделе. На третьей неделе, в связи с рекламной кампанией в рамках Чёрной пятницы, стоимость альбома была значительно снижена в магазинах Amazon, Walmart и Target. Благодаря этому Artpop поднялся на седьмую позицию с продажами 116 тысяч копий. Согласно Nielsen SoundScan, Artpop разошёлся тиражом свыше 710 тысяч копий на территории Соединённых Штатов. В Канаде альбом дебютировал на третьей строчке в Canadian Albums Chart с продажами 25 тысяч копий и получил платиновую сертификацию.
В первый день продаж в Японии, по сообщениям Oricon, Artpop был продал тиражом в 18 109 копий, достигнув второй строчки в ежедневном чарте. Artpop дебютировал на первой позиции в недельном чарте Oricon Albums Chart с продажами 58,493 копий. В Великобритании альбом также возглавил национальный чарт UK Albums Chart, продав 65,608 копий в первую неделю.

## Синглы и промо

### Синглы
Первый сингл из альбома «Applause» был выпущен 12 августа 2013 года. На радио «Applause» появился также 12 августа, а 11 сентября в Японии поступит в продажу CD-сингл. О его выходе стало известно на закрытой вечеринке 12 июля 2013 года.
Премьера видео на песню состоялась на Good Morning America 19 августа 2013 года. Клип был снят в Лос-Анджелесе, режиссёрами стали Inez van Lamsweerde и Vinoodh Matadin, которые также создали обложку для сингла. Он вошёл в Billboard Hot 100, достигнув 4 позиции.
Второй сингл из альбома «Do What U Want (feat. R. Kelly)» был выпущен 21 октября 2013 года. Сначала песня была выбрана первым промосинглом, но позже Гага решила выпустить её вторым синглом.
«G.U.Y.» выпущена третьим и финальным синглом из альбома. Релиз состоялся 28 марта 2014 года.

### Промо
В официальном сообщении 12 июля 2013 года было упомянуто о проведении вечеринки artRave в день релиза альбома, на которой будут продемонстрированы приложения, разработанные Haus of Gaga для альбома.
25 декабря 2012 года Гага объявила через Twitter, что она совместно с фотографом Терри Ричардсоном работает над фильмом о создании альбома Artpop. Ричардсон работал с Леди Гага над фото книгой Lady Gaga X Terry Richardson.
На вечеринке, проходившей в июле, было показано промофото к альбому. На фото обнажённая Гага с распущенными волосами прикрывает руками грудь, а на лице Леди Гага одет козырёк, созданный выпускницей Лондонского колледжа моды Изабель Хелисаз. Помимо этого фото, в июле было опубликовано ещё одно изображение, на котором обнажённая Гага сидит на кресле из микросхем.
6 августа в сети появилась демоверсия песни Aura, которую Леди Гага выложила в сеть для того, чтобы фанаты могли почувствовать «вкус» альбома.
25 августа 2013 года, на премии MTV Video Music Awards 2013, Леди Гага представила трек «Applause». Во время выступления исполнительница охватила четыре музыкальные эры своей карьеры (The Fame, The Fame Monster, Born This Way и Artpop). Гага стала хейдлайнером iTunes Festival первого сентября, на котором исполнила восемь новых песен: «Applause», «Artpop», «Aura», «I Wanna Be With You», «Jewels & Drugs» (при участии Twista, Too $hort и T.I.), «Manicure», «Sex Dreams» и «Swine».
4 октября 2013 года в трейлере к фильму «Мачете убивает» (в котором Гага дебютирует как актриса) прозвучал отрывок композиции «Aura». 8 октября на данную композицию было выпущено лирик-видео на VEVO.
Песня «Venus» была размещена на официальном канале VEVO 27 октября, а для цифровой покупки стала доступна 28 октября как первый промосингл из альбома. Отрывок «G.U.Y» был выпущен 14 октября 2013 года. 21 октября певица поделилась отрывком трека «Artpop». Фрагмент «Mary Jane Holland» появился 28 октября.
24 октября Леди Гага провела закрытую вечеринку после прослушивания альбома в Берлине, где впервые исполнила акустическую версию песни «Gypsy». 26 октября исполнительница появилась на сцене клуба G-A-Y в Лондоне, где впервые спела «Venus». Во время выступления Гага неожиданно разделась перед зрителями. 27 октября 2013 года Гага исполнила «Venus» и «Do What U Want» на шоу The X Factor (Великобритания).

## Релиз
Изначально выход Artpop был запланирован на начало 2013 года, но был отложен в связи с заболеванием бедра Гаги, которое требовало хирургического вмешательства. Эта проблема также заставила певицу отменить своё турне The Born This Way Ball Tour. Vonda Wright, член американской академии хирургов-ортопедов, сообщила, что после операции Lady Gaga будет на костылях в течение нескольких недель, а также ей потребуется три-четыре месяца интенсивного восстановления.
12 июля 2013 было объявлено, что Artpop будет выпущен 11 ноября 2013 года на физическом носителе и в цифровом формате, в дополнение к альбому будет выпущено приложение, разработанное ответвлением креативной команды Haus of Gaga, TechHAUS под названием «Placeholder». Оно будет доступно для пользователей iPad, iPod/iPhone, Windows Phone, и Android.
Artpop — третий альбом, который имеет собственное приложение после альбомов Biophilia (2011) певицы Бьорк и Magna Carta… Holy Grail (2013) рэпера Jay-Z. Изначально предварительный заказ альбома можно было сделать 1 сентября 2013 года. 28 июля Леди Гага через страничку в Facebook объявила о переносе предварительного заказа в связи с большим ажиотажем на 19 августа, в день выхода сингла «Applause». В связи с возможной утечкой релиз лид-сингла «Applause» был перенесён на 12 августа, предзаказ альбома стал доступен 12 августа в нескольких странах. 13 августа 2013 года начался предзаказ альбома во всех странах.
20 сентября 2013 года Гага во время общения с фанатами объявила, что трек-лист Artpop будет опубликован 29 сентября 2013 года. Но 29 сентября трек-лист так и не был выложен, за что певица извинилась, указав, что список композиций все ещё составляется в связи с записью новых песен.
7 октября 2013 года Гага представила обложку альбома на рекламных щитах Clear Channel по всему миру. Изображение составляет скульптуру певицы, созданную Джеффом Кунсом, с Шаром Кунса между ног, над которым написано название альбома. Фоном послужили фрагменты картины Рождение Венеры Сандро Боттичелли (который стал вдохновением для эры ARTPOP). Вилл Гомпертца из NME назвал обложку классической, отметив, что она точно попадёт в список 100 лучших обложек альбомов XXI века. Позже Гага объявила, что первые 500 000 копий альбома будут в специальном оформлении с блестящими словами Lady Gaga и Artpop.

## Возможное продолжение
В октябре 2012 года певица упомянула о возможности выпуска Artpop в двух частях. В октябре 2013 года Гага сообщила, что во время работы над альбомом было записано много материала, которого хватит на вторую часть пластинки. В следующем месяце исполнительница поделилась желанием выпустить Artpop:Act II до начала турне, так как хотела бы исполнять песни как из первой, так и из второй части альбома. В интервью на фестивале SXSW заявила, что вторая часть альбома уже завершена.

## Список композиций
| №   | Название                                                 | Автор(ы) | Продюсер                                                         | Длительность |
| --- | -------------------------------------------------------- | --- | ---------------------------------------------------------------- | ------------ |
| 1.  | «Aura»                                                   | Lady Gaga, Anton Zaslavski, Amit Duvdevani, Erez Eisen                                                           | Lady Gaga, Infected Mushroom, Zedd                               | 3:55         |
| 2.  | «Venus»                                                  | Lady Gaga, Paul "DJ White Shadow" Blair, Hugo Leclercq, Dino Zisis, Nick Monson, Sun Ra                          | Lady Gaga, Madeon (co)                                           | 3:53         |
| 3.  | «G.U.Y.»                                                 | Lady Gaga, Anton Zaslavski                                                                                       | Lady Gaga, Zedd                                                  | 3:52         |
| 4.  | «Sexxx Dreams»                                           | Lady Gaga, Paul "DJ White Shadow" Blair, Martin Bresso, William Grigahcine                                       | Lady Gaga, Paul Blair                                            | 3:34         |
| 5.  | «Jewels N' Drugs» (featuring T.I., Too Short and Twista) | Lady Gaga, Too Short, Twista, Paul "DJ White Shadow" Blair, Nick Monson, Dino Zisis, Clifford Harris             | Lady Gaga, Paul Blair                                            | 3:48         |
| 6.  | «Manicure»                                               | Lady Gaga, Paul "DJ White Shadow" Blair, Dino Zisis, Nick Monson                                                 | Lady Gaga, Paul Blair, Nick Monson (co), Dino Zisis (co)         | 3:19         |
| 7.  | «Do What U Want» (featuring R. Kelly)                    | Lady Gaga, R. Kelly, Paul "DJ White Shadow" Blair, Martin Bresso, William Grigahcine                             | Lady Gaga, Paul Blair                                            | 3:47         |
| 8.  | «Artpop»                                                 | Lady Gaga, Paul "DJ White Shadow" Blair, Dino Zisis, Nick Monson                                                 | Lady Gaga, Paul Blair, Nick Monson (co), Dino Zisis (co)         | 4:07         |
| 9.  | «Swine»                                                  | Lady Gaga, Paul "DJ White Shadow" Blair, Dino Zisis, Nick Monson                                                 | Lady Gaga, Paul Blair                                            | 4:28         |
| 10. | «Donatella»                                              | Lady Gaga, Anton Zaslavski                                                                                       | Lady Gaga, Zedd                                                  | 4:24         |
| 11. | «Fashion!»                                               | Lady Gaga, Giorgio Tuinfort, William Adams, David Guetta, Paul "DJ White Shadow" Blair                           | Lady Gaga, Paul Blair, David Guetta, will.i.am, Giorgio Tuinfort | 3:59         |
| 12. | «Mary Jane Holland»                                      | Lady Gaga, Hugo Leclercq                                                                                         | Lady Gaga, Madeon                                                | 4:37         |
| 13. | «Dope»                                                   | Lady Gaga, Paul "DJ White Shadow" Blair, Nick Monson, Dino Zisis                                                 | Lady Gaga, Rick Rubin                                            | 3:41         |
| 14. | «Gypsy»                                                  | Lady Gaga, Paul "DJ White Shadow" Blair, Hugo Leclercq, RedOne                                                   | Lady Gaga, Madeon                                                | 4:08         |
| 15. | «Applause»                                               | Lady Gaga, Paul Blair, Dino Zisis, Nick Monson, Martin Bresso, Nicolas Mercier, Julien Arias, William Grigahcine | Lady Gaga, Paul Blair, Nick Monson (co), Dino Zisis (co)         | 3:32         |

| №   | Название                                       | Длительность |
| --- | ---------------------------------------------- | ------------ |
| 16. | «Applause» (DJ White Shadow Electrotech Remix) |              |
| 17. | «Applause» (Viceroy Remix)                     |              |
| 18. | «Applause» (Empire Of The Sun Remix)           |              |

| №  | Название                                    | Длительность |
| -- | ------------------------------------------- | ------------ |
| 1. | «One Hour iTunes Festival 2013 Performance» |              |

- В «Venus» используется семпл из песни «Rocket Number Nine» группы Zombie Zombie.
- Композиции "Sexxx Dreams " и «Jewels N' Drugs» названы как «X Dreams» и «Jewels N' *****» на цензурной версии альбома.[105]
- «Brooklyn Nights» могла попасть в трек-лист под номером 12, но в итоге на её место попала песня «Mary Jane Holland». Также в альбом могли попасть композиции «Tea» и «Onion Girl».
- «Burqa» — рабочее название трека Aura.
- «Manicure» стилизовано как «MANiCURE».
- «Artpop» стилизовано как «ARTPOP».

## Чарты
| Чарт (2013)                                               | Высшая позиция |
| --------------------------------------------------------- | -------------- |
| Австралия (ARIA)                                          | 2              |
| Австрия (Ö3 Austria)                                      | 1              |
| Бельгия/Фландрия (Ultratop)                               | 2              |
| Бельгия/Валлония (Ultratop)                               | 2              |
| Канада (Canadian Albums Chart)                            | 3              |
| Croatian Albums (HDU)                                     | 1              |
| Чехия (ČNS IFPI)                                          | 3              |
| Дания (Hitlisten)                                         | 5              |
| Нидерланды (Album Top 100)                                | 4              |
| Финляндия (Suomen virallinen lista)                       | 3              |
| Германия (Media Control)                                  | 3              |
| Hungarian Albums (MAHASZ)                                 | 17             |
| Ирландия (IRMA)                                           | 2              |
| Италия (Classifica album)                                 | 2              |
| Япония (Oricon)                                           | 1              |
| Новая Зеландия (RMNZ)                                     | 2              |
| Норвегия (VG-lista)                                       | 4              |
| Польша (ZPAV)                                             | 8              |
| Russian Albums (2M)                                       | 1              |
| Шотландия (Scottish Albums Chart)                         | 1              |
| South Korean Albums (Gaon)                                | 3              |
| Испания (PROMUSICAE)                                      | 3              |
| Швеция (Sverigetopplistan)                                | 6              |
| Швейцария (Schweizer Hitparade)                           | 2              |
| Swiss (Romandie) Albums (Les charts de la Suisse romande) | 1              |
| Taiwanese Albums (G-Music)                                | 7              |
| Великобритания (UK Albums Chart)                          | 1              |
| США (Billboard 200)                                       | 1              |
| США (Billboard Dance/Electronic Albums)                   | 1              |

### Итоговые-годичные чарты
| Чарт (2013)                                        | Позиция |
| -------------------------------------------------- | ------- |
| Argentine Yearly Albums (CAPIF) - Standard edition | 66      |
| Argentine Yearly Albums (CAPIF) - Deluxe edition   | 87      |
| Australian Albums (ARIA)                           | 72      |
| Australian Dance Albums (ARIA)                     | 9       |
| Belgian Albums (Ultratop Flanders)                 | 110     |
| Belgian Albums (Ultratop Wallonia)                 | 88      |
| Brazil Albums Chart                                | 16      |
| Hungarian Albums (MAHASZ)                          | 57      |
| Italian Albums (FIMI)                              | 50      |
| Japanese Albums (Oricon)                           | 45      |
| Mexican Albums (Top 100)                           | 23      |
| South Korean Albums (Gaon)                         | 20      |
| Swedish Albums (Sverigetopplistan)                 | 54      |
| Swiss Albums (Schweizer Hitparade)                 | 74      |
| US Billboard 200                                   | 103     |
| US Dance/Electronic Albums                         | 2       |

## Даты выхода
| Страна              | Дата           | Формат                   |
| ------------------- | -------------- | ------------------------ |
| Германия            | 8 ноября 2013  | CD, Цифровая дистрибуция |
| Австралия           | 8 ноября 2013  | CD, Цифровая дистрибуция |
| Новая Зеландия      | 8 ноября 2013  | CD, Цифровая дистрибуция |
| Австрия             | 8 ноября 2013  | CD, Цифровая дистрибуция |
| Международный выход | 11 ноября 2013 | CD, Цифровая дистрибуция |

## Награды
| Год  | Название                     | Работа          | Номинация                          | Результат |
| ---- | ---------------------------- | --------------- | ---------------------------------- | --------- |
| 2014 | ASCAP Awards                 | Applause        | Самые проигрываемые композиции     | Победа    |
| 2014 | BRIT Awards                  | -               | Международная исполнительница года | Номинация |
| 2014 | GLAAD Media Awards           | -               | Выдающийся исполнитель             | Победа    |
| 2014 | Japan Gold Disc Awards       | Artpop          | Лучший международный альбом        | Победа    |
| 2014 | MTV Video Music Awards Japan | Applause        | Видео года                         | Номинация |
| 2014 | MTV Video Music Awards Japan | Applause        | Лучшее поп-видео                   | Победа    |
| 2014 | People's Choice Awards       | Little Monsters | Любимая музыкальная фан-база       | Номинация |
| 2013 | MTV Europe Music Awards      | -               | Лучшая исполнительница             | Номинация |
| 2013 | MTV Europe Music Awards      | -               | Лучший образ                       | Номинация |
| 2013 | MTV Europe Music Awards      | Little Monsters | Лучшая фан-база                    | Номинация |
| 2013 | MTV Europe Music Awards      | Applause        | Лучшее видео                       | Номинация |